# نیمه‌عمر: تباهی
نیمه‌جان: تباهی (به انگلیسی: Half-Life: Decay) یک بسته تکمیلی برای بازی رایانه‌ای علمی تخیلی نیمه‌جان، شرکت والو است. این بازی توسط گیرباکس سافتور ساخته شده‌است و سییرا انترتینمنت آن را در ۱۴ نوامبر ۲۰۰۱، برای کنسول پلی استیشن ۲ منتشر کرده‌است. این بازی سومین بسته تکمیلی در سری بازی نیمه‌جان است و مانند قسمت‌های قبلی در رخدادها و طول زمانی اولین نسخه اتفاق می‌افتد، اگرچه داستان بازی از دید شخصیت‌های دیگری دنبال می‌شود. بازیکنان کنترل دو محققی که در مرکز تحقیقات بلک میسا کار می‌کنند را بدست می‌گیرند. نیمه‌جان: تباهی یک بازی چندنفره مشترک است و طوری طراحی شده که دونفر باید با همکاری یکدیگر مراحل را به پایان برسانند.